# 碓井玲菜
碓井 玲菜（うすい れいな　1998年4月16日 - ）は、日本のタレント、女優、ファッションモデル。レプロエンタテインメント所属。愛称は碓井さん、れいな、うすいちゃん。ファンの愛称はレイリー。

## 経歴
茨城県生まれ。
2011年、小学生の頃より雑誌『JSガール』にて創刊号からカリスマ読者モデルとして表紙などを務める。
2013年、レプロ次世代スターオーディション2013で合格し、レプロエンタテインメントが運営する養成所・芸能スクールであるレプロアスターの1期生となった。
2014年7月、レプロエンタテインメントに移籍。同期には北村優衣・佐々木七海らがいる。
2015年、制服メーカーCONOMiの「第2回制服女子＆男子コンテスト」でグランプリ受賞。ティーン向けファッションブランド「レピピアルマリオ」のモデルに就任。
2017年、レプティーンフェスにて初めてイベントに出演。
2018年1月、ドラマ『anone』にて女優デビューし、主演の広瀬すずと共演する。4月からは、FRESH!内の浅草九スタチャンネル・浅草おび九LIVE!!の木曜日放送番組『浅草女子飲み46』にて初のメインパーソナリティに抜擢される。7月には「レピピアルマリオ」のモデルを卒業した。
2019年1月からは、『浅草女子飲み46』の後継番組である『モクベン』のメインパーソナリティを担当。6月に『モクベン』が大幅リニューアルし、第二木曜の『ドラマ2組（ドラ2）』と第四、第五木曜の『プレミアム木曜日』のメインパーソナリティを担当。浅草女子飲み46とモクベンの番組企画でソムリエ受験に挑戦し、7月に合格した。
2020年11月、ファンクラブサイトをFOLLOW MEアプリ内に開設。

## 人物
- 趣味：ショッピング・映画鑑賞・音楽鑑賞。
- 特技：ダンス。英検準2級の資格を持っている[6]。
- 資格：ダンス、ソムリエ(ANSA/ワイン)、ワイン品質鑑定士、英検準2級、普通自動車免許
- マーブルくんという黒猫を飼っている。
- チャームポイント：あご下のホクロ。
- コンプレックス：鼻が小さいところ。
- 嫌いな食べ物：ウニ、牡蠣。
- 理想の男性のタイプ：ロールキャベツ男子。外見は割りと草食で中身が肉食な人。

## 出演

### テレビ
- オトナノベル（2017年2月23日、NHK Eテレ） - 放送第78回「カッコつけて失敗あるある」に出演[7]。
- anone（2018年1月10日 - 3月21日、日本テレビ） - 笠木有紗 役。第1話と最終話に出演。初演技。
- 浅草うず九（2018年1月15日 - 4月2日、テレビ東京） - レギュラー出演[8]。
- 花のち晴れ（2018年4月17日 - 6月26日、TBSテレビ） - 日比谷栞 役。
- 相棒 season17（2018年10月31日、テレビ朝日） - 第3話に出演。
- ドラマBiz『スパイラル〜町工場の奇跡〜』（2019年4月29日、テレビ東京） - 笠木有紗 役。第3話に出演。
- 婚姻届に判を捺しただけですが 第8話（2021年12月7日、TBS）- マリア 役

### 映画
- 今日も嫌がらせ弁当（2019年） - 美怜 役
- クローゼット[9]（2020年10月） - 陽菜 役。
- 別に、友達とかじゃない[10]（2020年11月） - 戸田柚葉 役。及び、衣装スタイリングも担当[11]。

### CM
- 東京ディズニーリゾート「とびっきりのワクワク」編（2015年）
- ディズニー「ツムツムランド」（2017年）

### 雑誌
- JSガール（2011年2月 - 、三栄書房）- 読者モデル。

### 舞台・ミュージカル
- ローファーズハイ!! （2018年8月16日、浅草九劇） - アフタートークに生配信番組・浅草女子飲み46から、高田秋・大矢梨華子とゲスト出演[12]。

### ネット配信
- GU 16SS ウェブムービー「卒業」篇 （2016年）
- オトナゼミナール（2016年12月7日・21日・2017年8月13日・11月5日、生テレ） - ゲスト出演。
- 佐武宇綺と村田寛奈のバズり先生（2018年2月5日、生テレ） - ゲスト出演。
- 浅草おび九LIVE!! 木曜日「浅草女子飲み46」（2018年4月12日 - 12月20日、FRESH!）- メインパーソナリティ。 浅草九スタから浅草九スタチャンネルにて公開生放送[13]。
- シノタクちゃんねる（2018年7月8日[14]、10日[15]、14日[16]） - 『碓井玲菜ちゃんを北千住で撮影してきたよ』シリーズ。
- レピピちゃんねる（2018年9月21日[17]） - スペシャルゲストとして出演。
- 放課後ウォンテッド（2018年12月3日、浅草キュウスタ） - ゲスト出演。
- モクベン（2019年1月10日 - 、YouTubeチャンネル）- メインパーソナリティ。 浅草九スタから公開生放送。
- ショートドラマシリーズ「レンアイヒャッケイ」 内『グッバイハロー』（2019年3月1日 - 10日、動画配信アプリ WATCHY） - だんだ 役。全10話。
- 青島妃菜公式YouTubeチャンネル（2019年7月5日[18]） - ゲストとして出演。

### イベント
- 東京ランウェイ2014秋冬（2014年9月7日、幕張メッセ）
- EDOGAWA GIRLS COLLECTION 2015（2015年11月3日、江戸川大学第二体育館）
- LesPros Teens Festival！2017レプティーンフェス（2017年8月8日、原宿クエストホール） - モデルとして出演[19]。
- EDOGAWA GIRLS COLLECTION×MUSIC LIVE 2017（2017年11月3日、江戸川大学第二体育館）
- 月刊加賀トークライブエピソードZERO〜後編〜（2018年1月25日、新宿ロフトプラスワン） - ゲスト出演。
- シンデレラフェス Vol.5（2018年4月4日、さいたまスーパーアリーナ）- モデルとして出演[20]。
- 浅草女子飲み46発足イベント（2018年4月11日、浅草九劇）- 出演 高田秋・大矢梨華子・碓井玲菜
- 川越コレクション 2018 SPRING＆SUMMER（2018年4月22日、アトレ川越）
- 第1回 浅草女子飲み46イベント（2018年6月18日、浅草九劇）- 出演 高田秋・大矢梨華子・碓井玲菜・高井明日香(CAMPUS ROOM)[21]。
- LesPros Teens Festival！2018レプティーンフェス（2018年8月25日、ベルエポック美容専門学校） - モデルとして出演[22]。
- TOKYO KABUKI GIRLS ライブショーツアー2018〜秋篇〜（2018年9月15日 - 16日、大阪・新歌舞伎座）
- マイナビDANCE ALIVE HERO'S 2019（2018年9月17日、新木場STUDIO COAST） - リポーターとして出演。
- 川越コレクション 2018 AUTUMN＆WINTER（2018年10月13日、アトレ川越）
- 浅草女子飲みクリスマスパーティ＆大忘年会（2018年12月24日,浅草ビューホテル）- 出演 高田秋・大矢梨華子・碓井玲菜[23]。
- シンデレラフェス Vol.6（2019年4月3日、さいたまスーパーアリーナ）
- Rakuten GirlsAward 2019 SPRING/SUMMER（2019年5月18日、幕張メッセ）- becauseとフィナーレに出演。
- 「#れいなすたいる Market」（2019年7月31日、渋谷ノボレ）[24]
- 浅草女子飲み46 presents アイドルライブ！（仮）（2022年5月28日、浅草九劇） - 大矢梨華子とともにMCとして出演[25]。
- 浅草女子飲み46 リターンズ（2022年5月28日、浅草九劇） - FRESH LIVEで生配信されていた番組『浅草女子飲み46』の復刻版トークイベント。

### WEB
- 魔法のiらんどclub♥(2014年10月29日 - 2018年6月28日、KADOKAWA) - モデル&アイドルclub♥リーダー担当[26]。
- 東京ルッチ（2017年8月19日 - 、Suprieve株式会社）

| No. | 掲載日         | タイトル                                                                            |
| --- | -------------- | ----------------------------------------------------------------------------------- |
| 1   | 2017年8月19日  | 砂糖もグルテンも不使用のアイス「キッピーズ」に行ってきた！                          |
| 2   | 2017年8月26日  | 紅茶王子の紅茶が楽しめるカフェ「ティースタンドナナ」に行ってきた！                  |
| 3   | 2017年9月2日   | 高円寺にあるお菓子の家「オールシーズカフェ」に行ってきたよ！                        |
| 4   | 2017年9月9日   | 下北沢「オンザウェイ」の可愛すぎるカップケーキを食べてきたよ！                      |
| 5   | 2017年9月16日  | まるで絵本の世界！高円寺のカフェ「HATTIFNATT」に行ってきたよ！                      |
| 6   | 2017年9月24日  | 可愛いアイスが作れる原宿の「Eddy’s Ice Cream」に行ってきたよ！                      |
| 7   | 2017年9月30日  | 渋谷の「テクスメクスファクトリー」でエンドレスタコスを楽しんできたよ！              |
| 8   | 2017年10月7日  | ソフトクリームも店内もエレガントで可愛すぎる「Milks」に行ってきたよ！               |
| 9   | 2017年10月14日 | 碓井玲菜の古着屋さん巡りVol.1「原宿シカゴ 表参道店」                                |
| 10  | 2017年10月21日 | 碓井玲菜の古着屋さん巡りVol.2「HUG（ハグ）原宿」                                    |
| 11  | 2017年10月28日 | 碓井玲菜の古着屋さん巡りVol.3「フラミンゴ原宿 マバタキ店」                          |
| 12  | 2017年11月11日 | 碓井玲菜の古着屋さん巡りVol.4「KIKI 本店（高円寺）」                                |
| 13  | 2017年11月17日 | 可愛すぎ！エチュードハウス原宿・竹下通り本店に行ってきたよ！」                      |
| 14  | 2017年11月25日 | 碓井玲菜の古着屋さん巡りVol.5「3びきの子ねこ 下北沢店」                             |
| 15  | 2017年12月02日 | 碓井玲菜の古着屋さん巡りVol.6「ヒッコリー（下北沢）」                               |
| 16  | 2017年12月09日 | 碓井玲菜の古着屋さん巡りVol.7「Small Change 高円寺」                                |
| 17  | 2017年12月16日 | 碓井玲菜の古着屋さん巡りVol.8「GROG GROG 高円寺」                                   |
| 18  | 2017年12月23日 | 碓井玲菜の古着屋さん巡りVol.9「スティックアウト700ストアー 下北沢」                 |
| 19  | 2017年12月30日 | 碓井玲菜の古着屋さん巡りVol.10「オーシャンブルーバード 下北沢」                     |
| 20  | 2018年01月12日 | 碓井玲菜の古着屋さん巡りVol.11「KINJI 下北沢店」                                    |
| 21  | 2018年01月19日 | 碓井玲菜の古着屋さん巡りVol.12「ガイジン 高円寺」                                   |
| 22  | 2018年01月26日 | 碓井玲菜の古着屋さん巡りVol.13「Peep Cheep 高円寺」                                 |
| 23  | 2018年02月02日 | 碓井玲菜の古着屋さん巡りVol.14「サウスポー by NPC 高円寺」                          |
| 24  | 2018年02月09日 | 碓井玲菜の古着屋さん巡りVol.15「ヘイトアンドアシュバリー」                          |
| 25  | 2018年02月16日 | 碓井玲菜の古着屋さん巡りVol.16「ジャクスタポジション」                              |
| 26  | 2018年02月23日 | 碓井玲菜の古着屋さん巡りVol.17「グランプリーズ」                                    |
| 27  | 2018年03月02日 | 碓井玲菜の古着屋さん巡りVol.18「光」                                                |
| 28  | 2018年03月09日 | 碓井玲菜の古着屋さん巡りVol.19「NADIA FLORES EN EL CORAZON」                        |
| 29  | 2018年03月17日 | 碓井玲菜の古着屋さん巡りVol.20「OTOE（オトエ）」                                    |
| 30  | 2018年03月23日 | 碓井玲菜の古着屋さん巡りVol.21「Little Trip To Heaven」                             |
| 31  | 2018年03月30日 | 碓井玲菜の古着屋さん巡りVol.22「G2?」                                               |
| 32  | 2018年04月06日 | 碓井玲菜の古着屋さん巡りVol.23「Lochie」                                            |
| 33  | 2018年04月13日 | 木村なつみ×碓井玲菜！アクセサリーブランド「フリョウヒン」の魅力とコーデを徹底レポ！ |
| 34  | 2018年04月20日 | 国内最大級のJKイベント「シンデレラフェスVol.5」に潜入してみた！                     |
| 35  | 2018年04月27日 | 碓井玲菜の古着屋さん巡りVol.24「MARTE」                                             |
| 36  | 2018年05月04日 | 碓井玲菜の古着屋さん巡りVol.25「MELANGE」                                           |
| 37  | 2018年05月11日 | 碓井玲菜の古着屋さん巡りVol.26「OHPEARL」                                           |
| 38  | 2018年05月18日 | 下北沢のマストゴーな古着屋15店舗をナビゲート＠碓井玲菜                              |
| 39  | 2018年06月01日 | 高円寺のマストゴーな古着屋15店舗をナビゲート@碓井玲菜                               |
| 40  | 2018年06月09日 | 碓井玲菜の古着屋さん巡りVol.27「archeologie」                                       |
| 41  | 2018年06月15日 | 碓井玲菜の古着屋さん巡りVol.28「＆Dorothy」                                         |
| 42  | 2018年06月22日 | 碓井玲菜の古着屋さん巡りVol.29「JUMPIN’ JAP FLASH」                                 |
| 43  | 2018年06月29日 | 碓井玲菜の古着屋さん巡りVol.30「DROP」                                              |
| 44  | 2018年07月06日 | 碓井玲菜の古着屋さん巡りVol.31「TELEPATHY ROUTE」                                   |
| 45  | 2018年07月20日 | 碓井玲菜の古着屋さん巡りVol.32「KILO SHOP 五本木店」                                |
| 46  | 2018年07月27日 | 碓井玲菜の古着屋さん巡りVol.33「nitako」                                            |
| 47  | 2018年08月03日 | 碓井玲菜の古着屋さん巡りVol.34「Tam」                                               |
| 48  | 2018年08月10日 | 碓井玲菜の古着屋さん巡りVol.35「sis」                                               |
| 49  | 2018年08月17日 | 碓井玲菜の古着屋さん巡りVol.37「KATACHI」                                           |
| 50  | 2018年08月24日 | 碓井玲菜の古着屋さん巡りVol.38「GASLAMP SQUARE」                                    |
| 51  | 2018年08月31日 | 碓井玲菜の古着屋さん巡りVol.39「THRIFT SHOP ROOM」                                  |
| 52  | 2018年09月07日 | 碓井玲菜の古着屋さん巡りVol.40「HOLIDAYWORKS」                                      |
| 53  | 2018年09月14日 | 碓井玲菜の古着屋さん巡りVol.41「ROSE VINTAGE」                                      |
| 54  | 2018年09月21日 | 中目黒・祐天寺・学芸大学のマストゴーな古着屋28店舗＠碓井玲菜                        |
| 55  | 2018年09月28日 | 碓井玲菜の古着屋さん巡りVol.42「NOIR」                                              |
| 56  | 2018年10月05日 | 碓井玲菜の古着屋さん巡りVol.43「THREE」                                             |
| 57  | 2018年10月12日 | 碓井玲菜の古着屋さん巡りVol.44「BANK」                                              |
| 58  | 2018年10月19日 | 碓井玲菜の古着屋さん巡りVol.45「MAZE」                                              |
| 59  | 2018年10月26日 | 碓井玲菜の古着屋さん巡りVol.46「dracaena」                                          |
| 60  | 2018年11月02日 | 碓井玲菜の古着屋さん巡りVol.47「Tokyo Dress Lab.」                                  |
| 61  | 2018年11月09日 | 碓井玲菜の古着屋さん巡りVol.48「Orfeo」                                             |
| 62  | 2018年11月16日 | 碓井玲菜の古着屋さん巡りVol.49「NICO」                                              |
| 63  | 2018年11月23日 | 碓井玲菜の古着屋さん巡りVol.50「原宿シカゴ 吉祥寺店」                               |
| 64  | 2018年11月30日 | 碓井玲菜の古着屋さん巡りVol.51「FLAMINGO 吉祥寺店」                                 |
| 65  | 2018年12月07日 | 碓井玲菜の古着屋さん巡りVol.52「オニグンソー」                                      |
| 66  | 2018年12月14日 | 碓井玲菜の古着屋さん巡りVol.53「ZOOTIE」                                            |
| 67  | 2018年12月21日 | 碓井玲菜の気になるスポット巡り！Vol.1「aaaroma(トリプルアロマ)」                    |
| 68  | 2018年12月26日 | 原宿・表参道のマストゴーな古着屋23店舗をナビゲート@碓井玲菜                         |
| 69  | 2018年12月28日 | 碓井玲菜の古着屋さん巡りVol.54「7th」                                               |
| 70  | 2019年01月11日 | 碓井玲菜の古着屋さん巡りVol.55「ALTNOI」                                            |
| 71  | 2019年01月18日 | 碓井玲菜の古着屋さん巡りVol.56「The Sun Goes Down」                                 |
| 72  | 2019年01月23日 | 吉祥寺のマストゴーな古着屋15店舗をナビゲート@碓井玲菜                               |
| 73  | 2019年01月25日 | 碓井玲菜の古着屋さん巡りVol.57「CaNARi Yoyogi-Uehara」                              |
| 74  | 2019年02月01日 | 碓井玲菜の古着屋さん巡りVol.58「CaNARi Yoyogi-Hachiman」                            |
| 75  | 2019年02月08日 | 碓井玲菜の古着屋さん巡りVol.59「mericca」                                           |
| 76  | 2019年02月15日 | 碓井玲菜の古着屋さん巡りVol.60「nerve」                                             |
| 77  | 2019年03月16日 | 東京のマストゴーな古着屋38店舗をナビゲート＠碓井玲菜                                |
| 78  | 2019年05月10日 | 碓井玲菜の気になるスポット巡り！Vol.2「@aroma」                                     |
| 79  | 2019年05月24日 | 碓井玲菜の気になるスポット巡り！Vol.3「Salon de Felice」                            |
| 80  | 2019年06月27日 | VRを超えたMR施設！「ティフォニウム渋谷」で遊び尽くしてきた【体験レポ】              |
| 81  | 2019年06月28日 | 碓井玲菜の気になるスポット巡り！Vol.4「LE LABO 代官山」                             |
- 近鉄パッセ(2018年 -、インスタグラム) - モデルとして出演。
- 放課後レプロ部(2018年3月22日[27]、Youtube) - レプロエンタテインメントが10年ぶりに開催する全国オーディション「放課後レプロ部」の告知を20秒以内に読み切るチャレンジ動画に出演[28]。
- girlswalker(2018年4月30日[29]、girlswalker) - 私服を紹介。
- ローリエプレス LAURIER PRESS（2018年5月13日 - 、エキサイト）

| No. | 掲載日         | タイトル                                                               |
| --- | -------------- | ---------------------------------------------------------------------- |
| 1   | 2018年4月25日  | 全身プチプラで揃う♡ オルチャン風コーデのコツ＆おすすめブランド         |
| 2   | 2018年5月2日   | 落ちにくさ星5つ！ 本当におすすめできる溺愛リップ集めました♡            |
| 3   | 2018年5月11日  | 細くてまっすぐ！ スラっとボディになりたくて♡【脚マッサージのやり方】   |
| 4   | 2018年5月13日  | “シンデレラフェス”にも出演 話題の女の子、碓井玲菜ちゃんの頭の中♡       |
| 5   | 2018年6月18日  | まるで毛穴ゼロ♡ ピカピカ素肌になれる毎日ルーティンをチェック！         |
| 6   | 2018年6月25日  | ほんとにプチプラ？ 安っぽさゼロな“高見えコーデ”の秘密♡                 |
| 7   | 2018年7月2日   | ふわふわ+ゆるっと♡ おしゃれ感3割増しの巻き髪ハウツー【GIF】            |
| 8   | 2018年7月9日   | 本当におすすめできる韓国コスメだけ紹介します♡ 必見お買い物リスト       |
| 9   | 2018年8月14日  | 韓国っぽツヤ肌の作り方♡ ポイントメイクは“MLBBカラー”が旬！             |
| 10  | 2018年8月28日  | 取り入れるだけで即オルチャン風♡ ブラウンTが主役の着回しテク！          |
| 11  | 2018年9月13日  | 韓国ツウが教える♡ 絶対に喜ばれるおしゃれな韓国旅行のお土産リスト       |
| 12  | 2018年10月5日  | 行かなきゃ損♡ 韓国の最新美容アイテムは“OLIVE YOUNG”でチェック！        |
| 13  | 2018年11月18日 | 都内HOTスポット“新大久保” 本場韓国にも負けないおしゃれカフェ巡り♡      |
| 14  | 2018年12月1日  | 新大久保で話題のチーズグルメ♡ 並ばず入りやすい穴場から注目のお店まで！ |
| 15  | 2018年12月21日 | 新大久保の韓コス専門店”スキンホリック”で買える優秀コスメリスト♡        |
| 16  | 2019年1月1日   | ≪保存版≫韓国通モデル・碓井玲菜ちゃんに学ぶ♡ 韓国っぽ女子の作り方       |
| 17  | 2019年1月29日  | トレーニングのときもかわいく♡ ジムコーデのお手本＆基本の持ち物ガイド   |
| 18  | 2019年2月12日  | ゴムひとつで完成するポニー&おだんご♡ ジムやヨガにおすすめヘアアレ術    |
| 19  | 2019年2月28日  | 汗をかいても大丈夫♡ ヨレないメイクのコツをプロが徹底指南！             |
- 日刊SPA! (2018年11月1日[30]) - コーナー「酒好きモグラ女子・高田秋」に大矢梨華子とともにゲスト出演。
- nomooo（2019年1月22日 - 、リカー・イノベーション株式会社）

| No. | 掲載日        | タイトル                                                                                            | 取材先                              |
| --- | ------------- | --------------------------------------------------------------------------------------------------- | ----------------------------------- |
| 1   | 2019年1月22日 | ワインの選び方からテイスティング方法まで！碓井玲菜がプロにワインの基本を聞いて来た                  | nomuno(ノムノ)                      |
| 2   | 2019年3月13日 | ワイン好きならおさえておきたい！碓井玲菜がソムリエに“ワインの正しい開け方”を聞いてきた              | Exclusive Wine Cellars & Bar KEYAKI |
| 3   | 2019年4月19日 | 白は冷やして赤は常温って本当に正解？碓井玲菜がプロに正しいワインの飲み方を聞いてきた                | Exclusive Wine Cellars & Bar KEYAKI |
| 4   | 2019年5月23日 | ロックやソーダ割りで楽しむのもアリ！？碓井 玲菜が夏にぴったりなワインの飲み方をソムリエに聞いてきた | vivo daily stand 目黒店             |
| 5   | 2019年8月29日 | 碓井玲菜のワイン学！暑い季節にオススメの白ワインの選び方を偉い人に聞いてきた                        | VINOSITY maxime 日本橋              |
- mer 街の女のコたちが主役  いちばん身近なおしゃれのお手本帖（2019年2月1日[31]、6月28日[32]、学研ホールディングス）

- 美女カレー(2019年2月14日[33]、LEON (雑誌) ) - 【vol.19】 碓井玲菜さん × YOGORO（ヨゴロウ）に出演。
- OLIVE des OLIVE公式通販サイト(2019年 -、OLIVE des OLIVE) - モデルとして出演。
- DROP tokyo （2019年7月29日） - FRESH SNAPSにモデルとして出演[34]。

### DVD
- 浅草女子3人旅 手作りDVD（2018年12月24日）- 浅草女子飲み46番組内のご褒美企画として高田秋・大矢梨華子と箱根温泉を旅行した時の模様が収録